# Козлов Олексій Петрович
Олексій Петрович Козлов (біл. Аляксей Пятровіч Казлоў, рос. Алексей Петрович Козлов, нар. 11 липня 1989, Мінськ) — білоруський футболіст, захисник клубу «Торпедо» (Жодіно).
Насамперед відомий виступами за клуб «Мінськ», а також олімпійську збірну Білорусі.

## Клубна кар'єра
Народився 11 липня 1989 року в місті Мінськ. Вихованець футбольної школи клубу «Мінськ». 
Дорослу футбольну кар'єру розпочав 2007 року в основній команді того ж клубу, в якій провів один сезон, взявши участь лише у 3 матчах чемпіонату. 
До складу клубу «Торпедо» (Жодіно) приєднався на початку 2008 року. Наразі встиг відіграти за жодінських «автозаводців» 86 матчів в національному чемпіонаті.

## Виступи за збірні
Протягом 2009–2011 років залучався до складу молодіжної збірної Білорусі. На молодіжному рівні зіграв у 3 офіційних матчах.
Захищав кольори олімпійської збірної Білорусі на Олімпійських іграх 2012 року у Лондоні.

## Статистика
(на 22 лпеня 2012)
| «Мінськ»           | 2007                         | Вища ліга                    | 5  | 0 | 0 |
| «Торпедо» (Жодіно) | 2008                         | Вища ліга                    | 14 | 0 | 1 |
| «Торпедо» (Жодіно) | 2009                         | Вища ліга                    | 1  | 0 | 0 |
| «Торпедо» (Жодіно) | 2010                         | Вища ліга                    | 26 | 0 | 0 |
| «Торпедо» (Жодіно) | 2010                         | Перехідні матчі              | 2  | 0 | 0 |
| «Торпедо-БелАЗ»    | 2011                         | Вища ліга                    | 28 | 0 | 1 |
| «Торпедо-БелАЗ»    | 2012                         | Вища ліга                    | 15 | 0 | 0 |
| Сума               | За «Мінськ»                  | За «Мінськ»                  | 5  | 0 | 0 |
| Сума               | За «Торпедо»/«Торпедо-БелАЗ» | За «Торпедо»/«Торпедо-БелАЗ» | 86 | 0 | 2 |